# KZ Hannover-Stöcken (Akkumulatorenwerke)

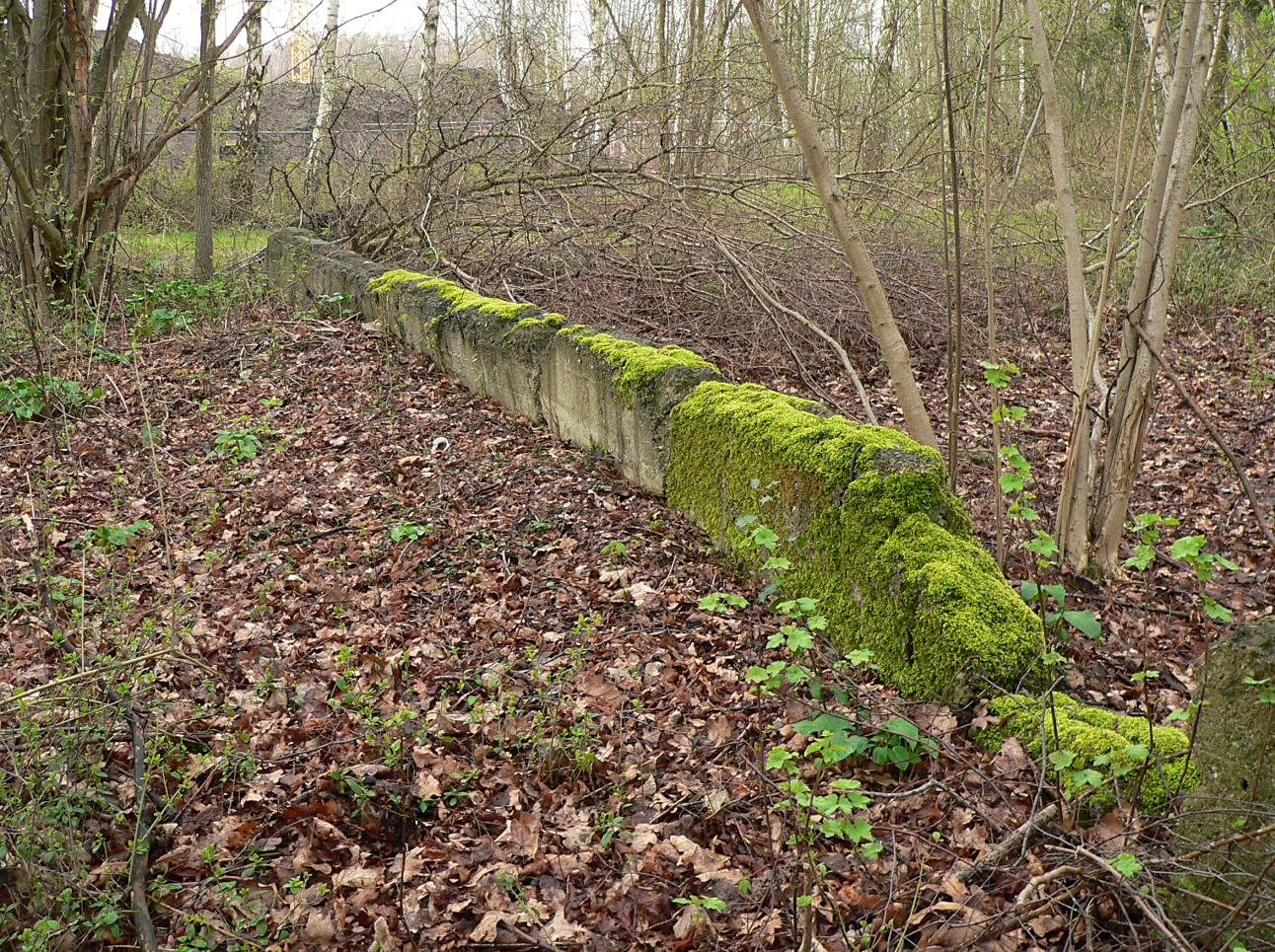
Fundamentreste von Baracken auf dem Gelände des ehemaligen KZ-Außenlagers

Das KZ-Außenlager Hannover-Stöcken (Akkumulatorenwerke) war im Zweiten Weltkrieg eines der Außenlager des Konzentrationslagers Neuengamme. Es befand sich im hannoverschen Stadtteil Marienwerder und nicht im benachbarten Stadtteil Stöcken. Das Lager existierte vom 19. Juli 1943 bis zum 8. April 1945. Es wurde von der Firma Akkumulatorenwerke Hannover-Stöcken (AFA), einer Vorläufergesellschaft der Varta AG, errichtet, die in ihren Betrieben KZ-Häftlinge als Zwangsarbeiter einsetzte.

## Geschichte

### Hintergrund
Während des Zweiten Weltkriegs lebten über 60.000 Zwangsarbeiterinnen und Zwangsarbeiter in etwa 500 Lagerunterkünften in Hannover. Größere Lager betrieb der Verein Lagergemeinschaft e.V. als Interessengemeinschaft von ungefähr 170 hannoverschen Unternehmen. Der Verein schuf Unterkunftsmöglichkeiten für die in der Industrie und Rüstungsindustrie eingesetzten Zwangsarbeiter und Kriegsgefangenen. Sie glichen den Arbeitskräftemangel aus, der durch den Kriegseinsatz der männlichen deutschen Bevölkerung entstanden war.

### Zwangsarbeit bei den Akkumulatorenwerken

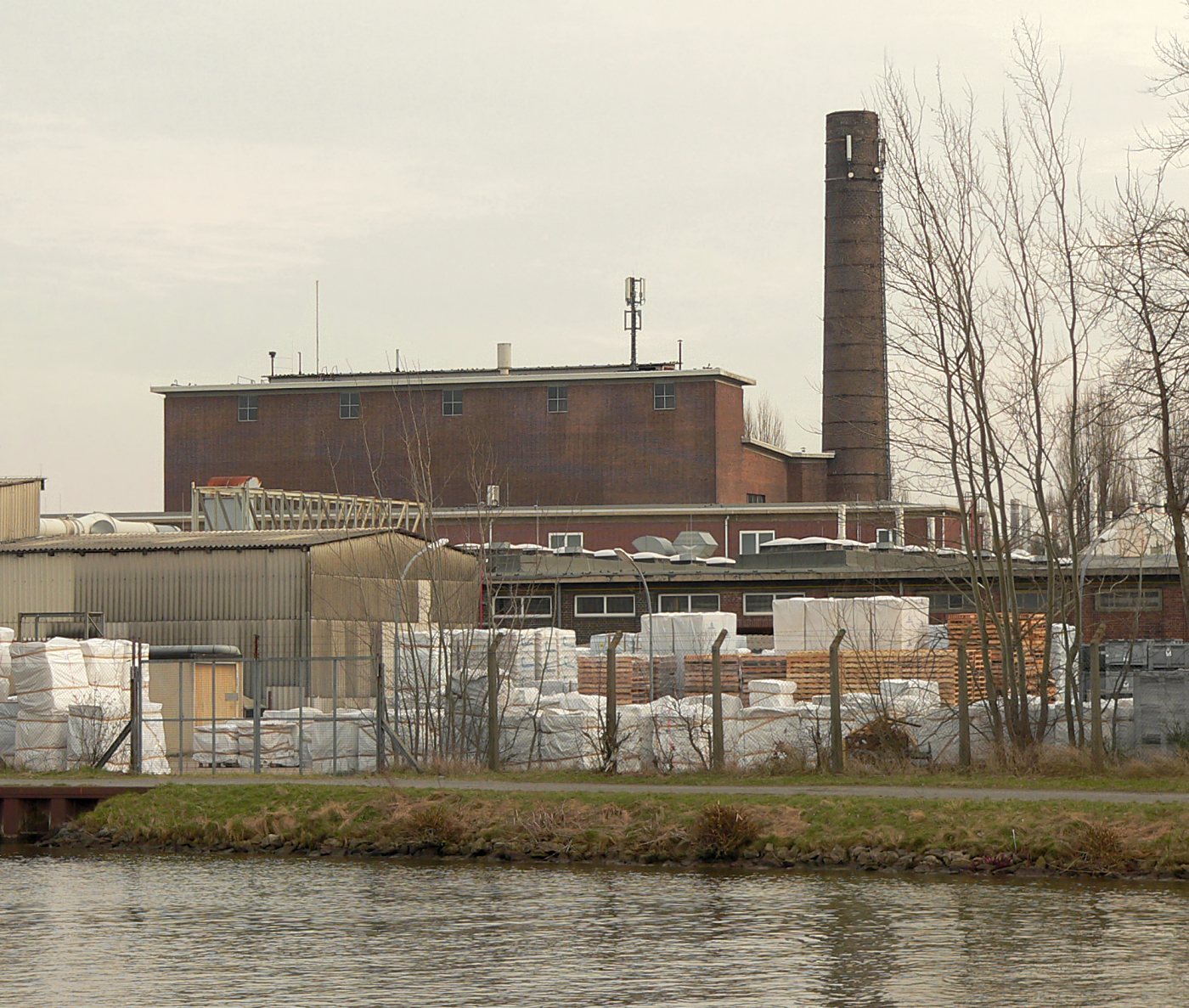
Blick über den Mittellandkanal auf die Akkumulatorenfabrik mit dem markanten Schornstein, heute Clarios Varta Hannover

Im näheren Umfeld der Akkumulatorenwerke bestanden mehrere Zwangsarbeiterlager im damaligen Industriegebiet Nordhafen am Mittellandkanal. Dazu zählt das etwa 500 Meter östlich vom Konzentrationslager gelegene und von 1940 bis 1945 bestehende Zwangsarbeiterlager Hannover-Stöcken, dessen Häftlinge ebenfalls Zwangsarbeit in den Akkumulatorenwerken leisten mussten. Grundlage für den Häftlingseinsatz in den Betrieben der Akkumulatorenwerke war ein Vertrag zwischen dem SS-Wirtschafts- und Verwaltungshauptamt und der Firmenleitung vom März 1943, in dem neben der Anzahl der zu „liefernden“ SS-Häftlinge, 1.500, bereits festgelegt war, dass der „monatliche Verlust an Arbeitskräften“ von 80 Häftlingen durch die SS auszugleichen ist.

### Lagerbeschreibung
Das Lager mit anfangs 1500 und zum Kriegsende mit etwa 1800 Häftlingen war das größte Lager in Hannover und gehörte als Außenlager zum KZ Neuengamme. Das Lager bestand zwischen Juli 1943 und April 1945 und stand direkt neben dem Werksgelände der Akkumulatorenfabrik. Vor und während des Krieges war die AFA Hauptlieferant von Antriebsbatterien für U-Boote, vorwiegend der Typen VII und XXI, Torpedos (G7e/G7es), sowie Bordbatterien der Fernrakete V2. 
Die Häftlinge wurden in der Bleigießerei, in der Säureabteilung und an den heißen Konterwalzen eingesetzt. Fehlender Arbeitsschutz führte zu Unfällen und Gesundheitsschäden. Nachweislich starben 403 Häftlinge an den schlechten Lebens- und Arbeitsbedingungen im Lager Stöcken. Im März 1945 evakuierte das Schwedische Rote Kreuz im Rahmen der Rettungsaktion der Weißen Busse 73 dänische Häftlinge nach Dänemark und Schweden.

### Lagerpersonal
Die Bewachung des Konzentrationslagers erfolgte durch eine rund 100 Mann starke Wachmannschaft aus Marinesoldaten und SS-Angehörigen.
Lagerleiter waren SS-Oberscharführer Johannes Pump, dann SS-Untersturmführer Hugo Benedict, gefolgt vom SS-Untersturmführer Hans Hermann Griem. Im Juli 1944 wurde es SS-Hauptsturmführer Kurt Klebeck. Ihm unterstanden als „Stützpunktleiter“ die weiteren Außenlager in der Region mit dem Lager Mühlenberg, dem Lager Ahlem, dem Lager Misburg, dem Lager Limmer sowie zwei Frauenlager. Da er sich vornehmlich um die Außenlager kümmern musste, lag die tatsächliche Leitung in Stöcken bei seinem Vertreter, SS-Stabsscharführer Paul Maas.
Klebeck wurde 1947 im sogenannten Ahlem-Prozess zu zehn Jahren Haft verurteilt. Der SS-Unterscharführer Wilhelm Genth und der SS-Stabsscharführer Paul Maas wurden im Jahre 1963 durch das Landgericht Hannover wegen Verbrechen auf dem Todesmarsch zu je drei Jahren und sechs Monaten Haft verurteilt. Genth, der als SS-Sanitätsdienstgrad den Todesmarsch begleitete, gab vor dem Staatsanwalt 1961 in Hannover zu, dass er eigenhändig drei Häftlinge durch Genickschuss getötet habe.

### Lagerauflösung
In der Nacht vom 6. auf den 7. April 1945 wurden 1200 marschfähige Häftlinge aufgrund der anrückenden Alliierten auf einen Todesmarsch in Richtung des KZ Bergen-Belsen geschickt. Häftlinge, die nicht Schritt halten konnten, wurden erschossen. Nach ihrer Ankunft am 8. April wurden die Häftlinge am 15. April von britischen Truppen befreit. Die etwa 600 nicht marschfähigen Häftlinge wurden am 8. April per Bahn nach Mieste transportiert und mussten von dort nach Gardelegen marschieren, wo sie 13. April 1945 mit einer größeren Gruppe von Häftlingen aus dem KZ Mittelbau-Dora in der Isenschnibber Feldscheune ermordet wurden. Mitglieder von SS und Wehrmacht, des Reichsarbeitsdienstes, des lokalen Volkssturms und der Hitlerjugend hatten die Häftlinge in die Scheune am Stadtrand getrieben, die Tore verriegelt, das Gebäude umstellt und in Brand gesetzt. Wie viele der 1016 Todesopfer aus dem KZ Stöcken kamen, ist nicht bekannt, da nur 305 Leichen identifiziert werden konnten.

### Nachkriegszeit
In der unmittelbaren Nachkriegszeit wurden in den Baracken des Lagers vorübergehend polnische Soldaten einquartiert. Ihnen folgten Heimatvertriebene und Kriegsflüchtlinge, die die Bauten bis Mitte der 1950er Jahre als Notunterkünfte bewohnten. Ende der 1950er Jahre wurden sie abgerissen und anschließend entwickelte sich das Gelände zu einem Lost Place mit dichtem Baum- und Vegetationsbestand. Erhalten geblieben ist nur der Bunker des Lagerleiters unweit des Lagers im Klosterforst zwischen dem Glockenberg und dem Friedhof Marienwerder. Der Bunker sowie die als Fundamente erhaltenen Baureste auf dem Gelände des früheren Konzentrationslagers stehen unter Denkmalschutz.

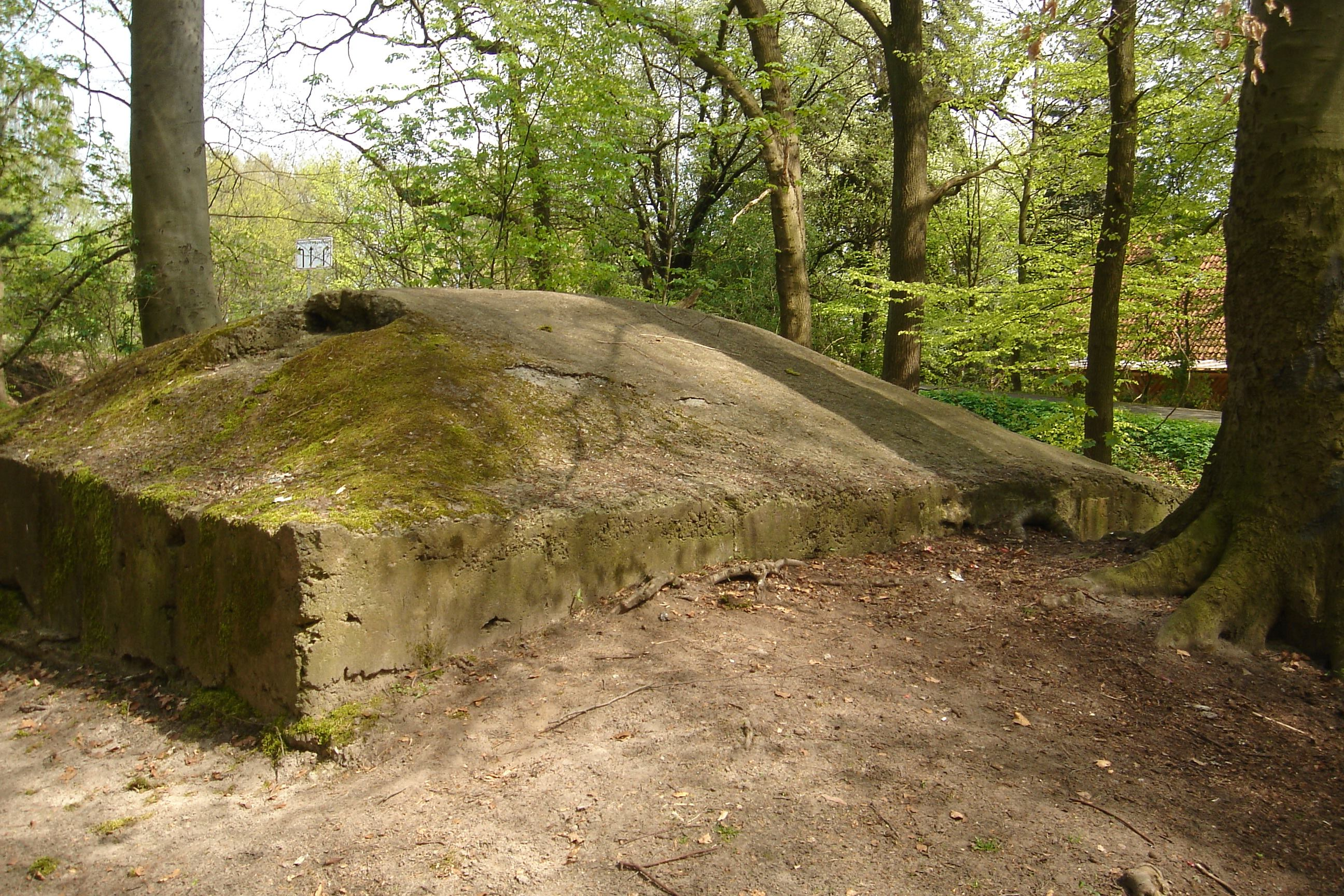
Der Kommandantenbunker außerhalb des Geländes
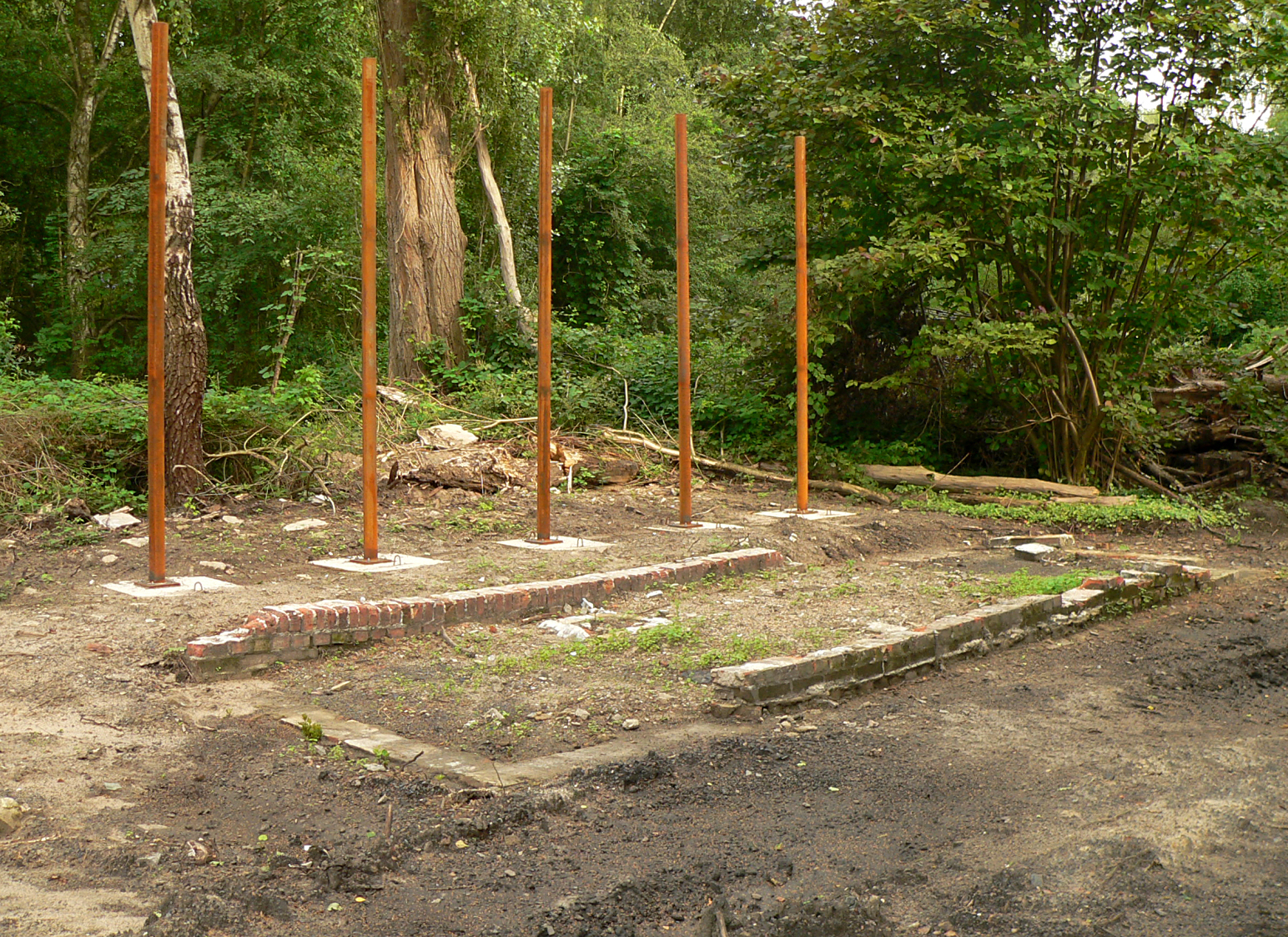
Freigelegte Fundamentreste und Metallstelen des Gedenkortes
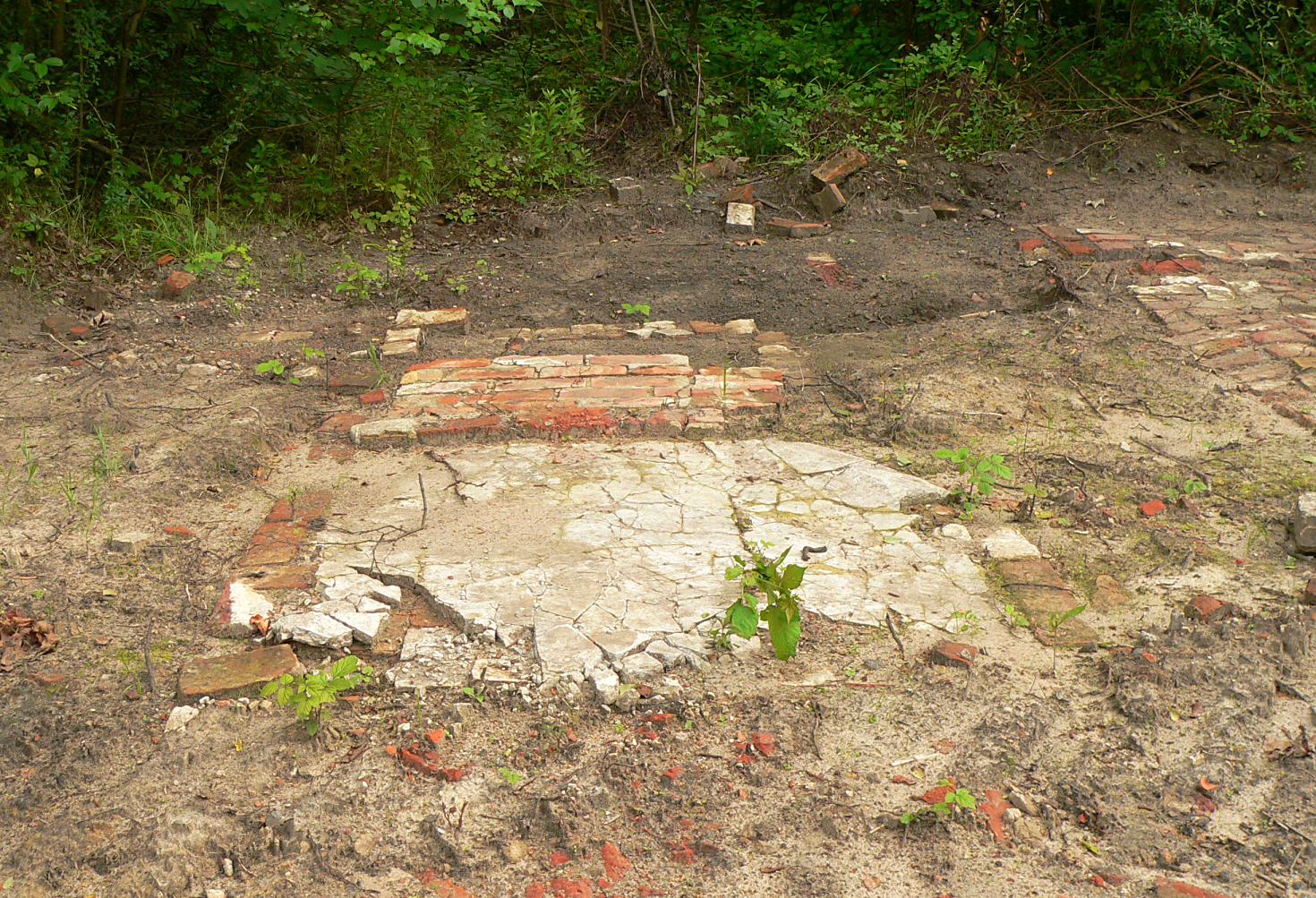
Freigelegte Reste einer Estrichplatte eines Gebäudes
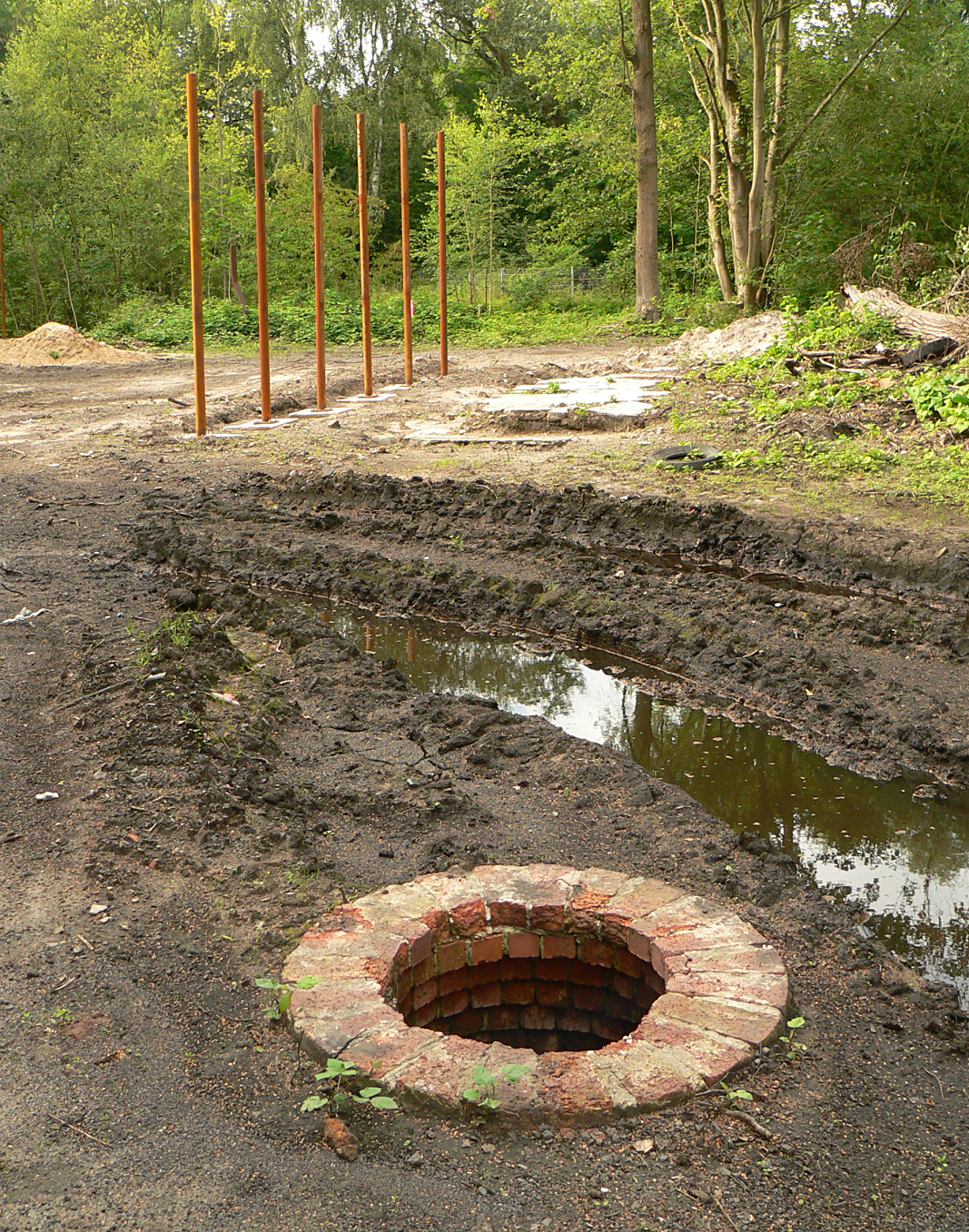
Freigelegte Kanalisationsreste

## Erinnerung

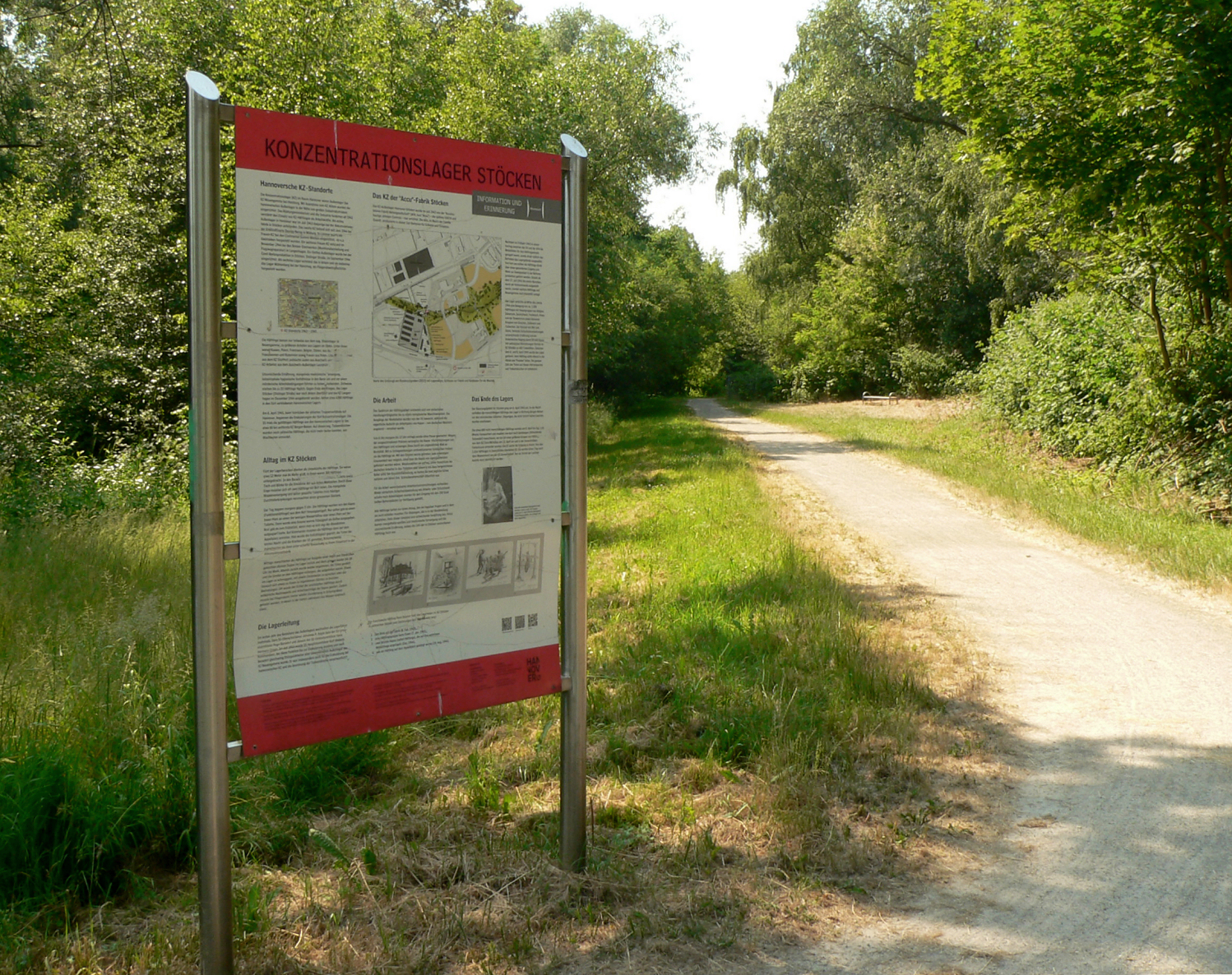
Gedenktafel außerhalb des früheren Lagerbereichs

Die Geschichte des Lagers, das Schicksal der Inhaftierten und die Aufarbeitung in der Nachkriegszeit, insbesondere die Strafverfolgung, ist bis Mitte der 1980er Jahre umfassend dokumentiert worden. Die Aufarbeitung der NS-Geschichte aus lokaler Perspektive hatten junge Historikerinnen und Historiker bereits in den 1970er Jahren begonnen, was 1983 zur Ausstellung „Konzentrationslager in Hannover“ im KUBUS führte. 2013 wurde außerhalb des früheren Lagerbereichs eine Gedenktafel aufgestellt. 
Der französische Bildhauer und Maler René Baumer fertigte während seiner Haftzeit im KZ Stöcken unter großer Gefahr Notizen und Zeichnungen an. Nach seinem Tod im Jahr 1982 entdeckte sie sein Neffe. 2004 wurden sie in Frankreich und 2021 in Deutschland veröffentlicht.

### Mahnmale
Ein erstes Mahnmal zur Erinnerung an das KZ Stöcken stellte der hannoverschen „Hauptausschuss ehemaliger politischer Häftlinge“ 1947 als Schild auf dem Lagergelände auf. Es hatte die Aufschrift  „Wir gedenken der Opfer des Naziregimes“. 1978 installierte die Stadt Hannover an der Hauptstraße nahe dem ehemaligen Lagergelände eine Gedenkplatte, die später eine Hinweistafel ergänzte. 1984 war die Errichtung eines Mahnmals auf dem ehemaligen Lagergelände geplant, das im Besitz des Unternehmens Varta stand. Die Hauptaktionäre der Varta, die Familien Quandt und Klatten, lehnten die Errichtung eines Mahnmals dort ab. Stattdessen wurde 1987 auf öffentlichem Grund an der Hauptstraße eine große Skulptur aufgestellt. Sie ist den west- und osteuropäischen Häftlingen des Lagers gewidmet, die unter unmenschlichen Bedingungen zur Kriegsproduktion gezwungen wurden. Die Skulptur errichtete der Bildhauer Hans-Jürgen Breuste in Zusammenarbeit mit ehemaligen Häftlingen. Am Fuß der Skulptur liegt ein gebrochener Block aus Ziegelsteinen, der dem zerbrochenen Lagertorpfeiler auf dem Lagergelände nachempfunden ist. Darauf liegt eine geborstene Steinplatte aus skandinavischem Granit mit übergossenem Blei. Sie soll die entwürdigenden Kräfte darstellen, denen die Häftlinge ausgesetzt waren. Die Stahlstangen der Skulptur stehen für die verschiedenen Häftlingsgruppen des KZ-Außenlagers. Die daran aufgehängten Schlaufen sollen Assoziationen von Strangulation wecken, da auf dem Appellplatz des Lager Hinrichtungen an einem Galgen stattfanden.

### Gedenk- und Informationsort
Das 4,2 Hektar große und überwucherte Lagerareal war wegen seiner Schwermetallbelastung aus der Batterieproduktion über Jahrzehnte nicht zugänglich. 1989 erwarb die Stadt Hannover das Grundstück von der Akkumulatorenfabrik. 2024 führte sie für 750.000 Euro eine Umgestaltung des Geländes in einen Gedenk- und Informationsort durch und erschloss es durch einen Rundweg. Der rund 300 Meter lange Weg führt durch das ehemalige Lagerinnere, in dem die waldartige Vegetation belassen worden ist. Die Standorte von Baracken und Wachtürmen sind durch Metallstelen markiert. Am Weg stehen 22 Informationstafeln zur Geschichte des ehemaligen KZ-Außenlagers. Die Eröffnung des Rundwegs fand am 8. Mai 2025, dem 80. Jahrestag des Kriegsendes und der Befreiung vom Nationalsozialismus, bei einer Gedenkveranstaltung statt. Daran und einem Schweigemarsch nahmen mehrere hundert Menschen und 25 Angehörige ehemaliger Häftlinge aus Dänemark und Frankreich teil.

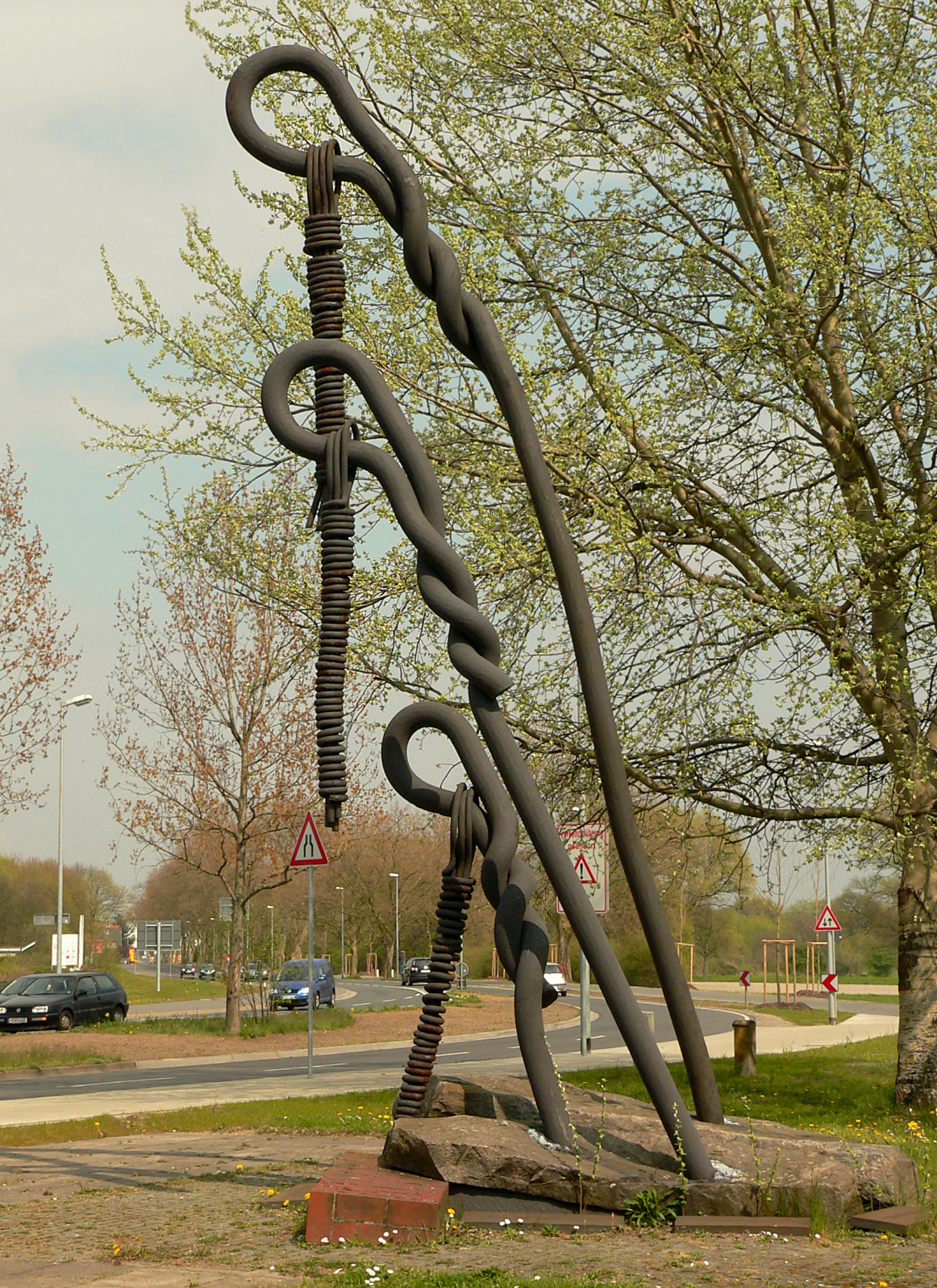
Mahnmal von Hans-Jürgen Breuste für die Zwangsarbeiter der Akkumulatorenfabrik (AFA) von 1987
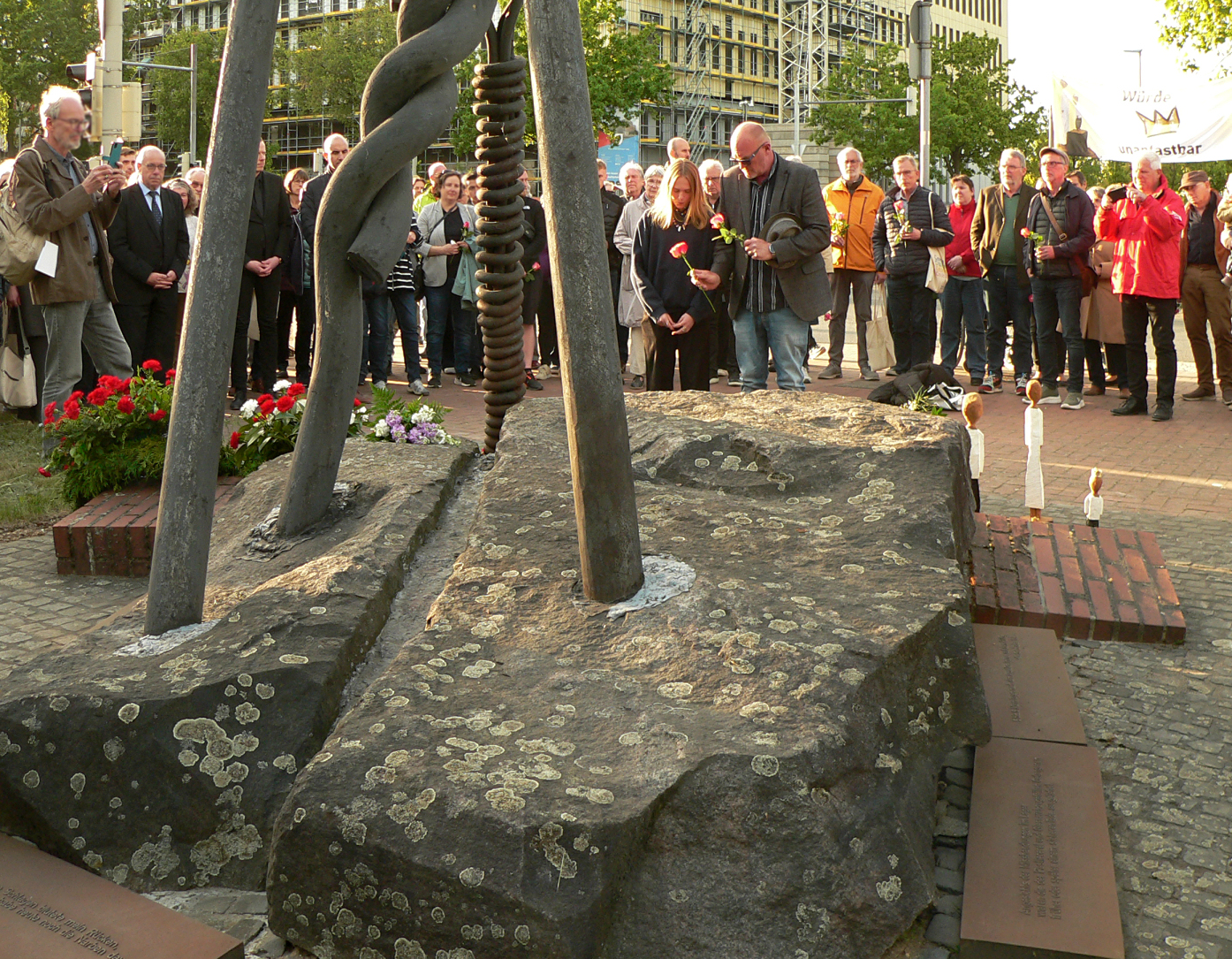
Gedenken am Mahnmal, 2025
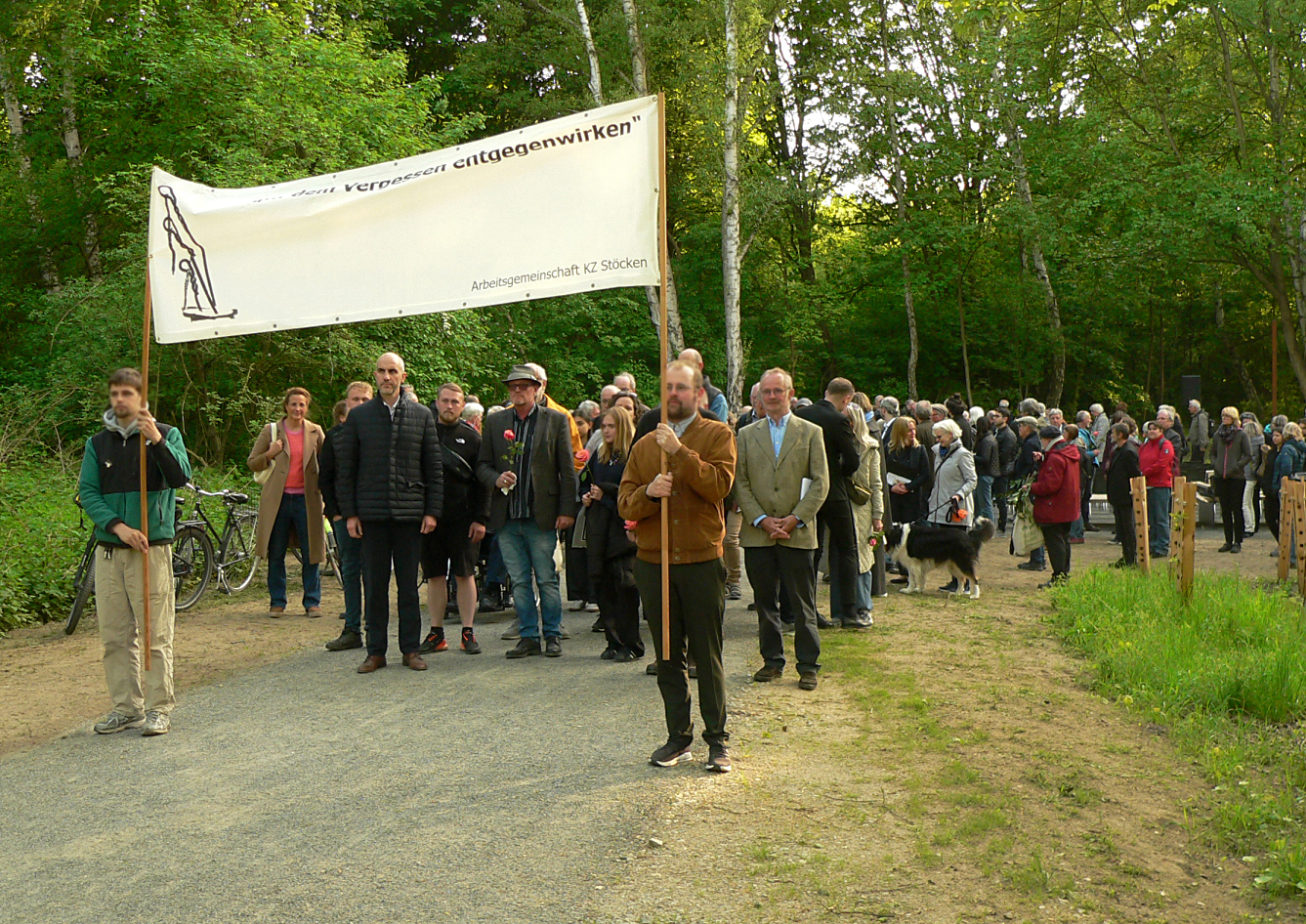
Einweihung des Gedenk- und Informationsortes durch einen Schweigemarsch auf dem neuen Rundweg, 2025
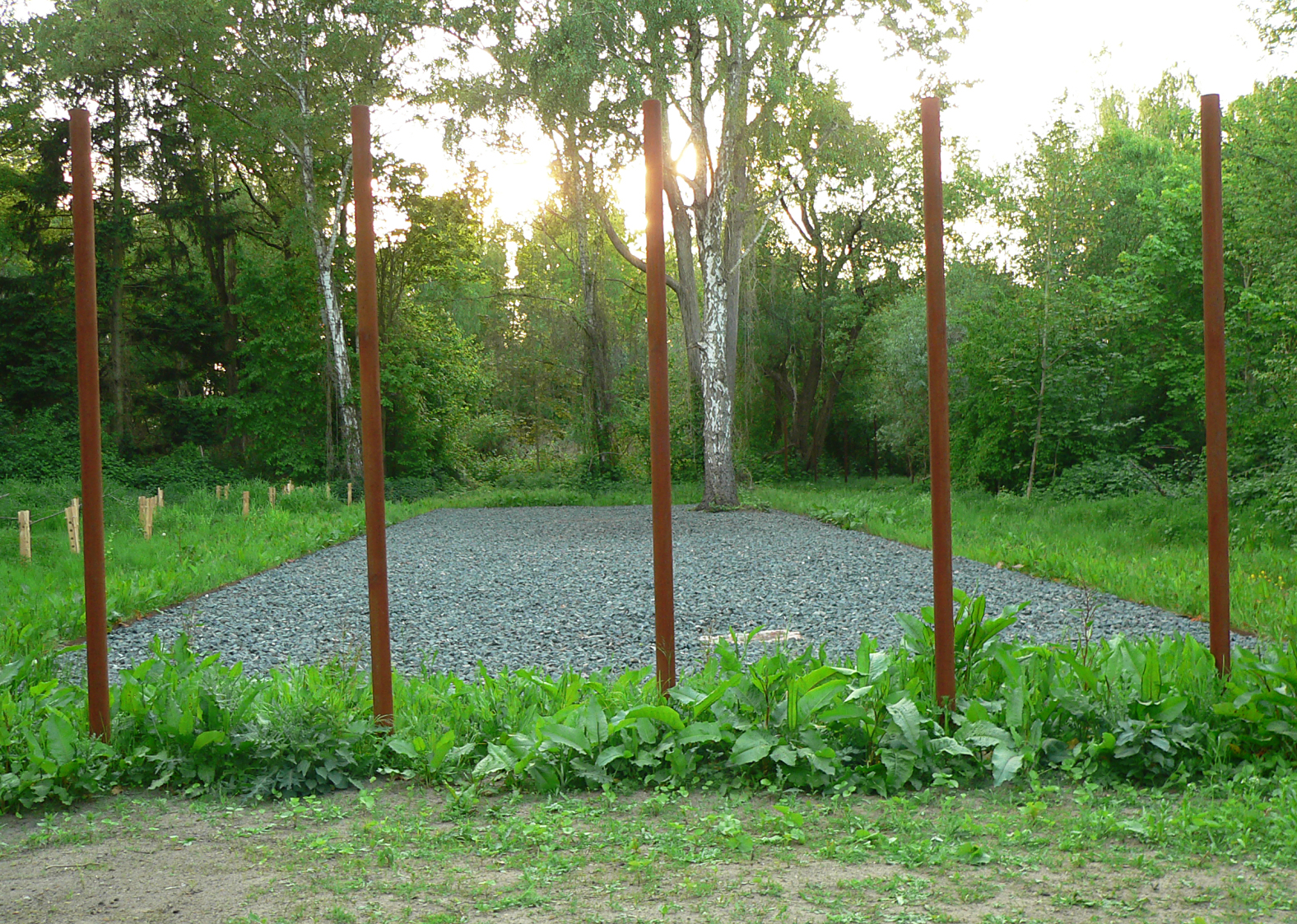
Darstellung der früheren Baracke des Krankenreviers durch Schotter und Metallstelen